# Nina Star
Jeanne Starewitch (née Jeanne Starewicz à Moscou le 13 septembre 1916 et morte à Paris 15e le 2 juin 1984), connue sous son nom de scène de Nina Star, est une actrice française qui, petite, a joué dans plusieurs films d'animation réalisés par son père Ladislas Starewitch.

## Filmographie
- 1921 : L'Épouvantail
- 1921 : Le Mariage de Babylas
- 1923 : La Voix du rossignol
- 1924 : La Petite Chanteuse des rues
- 1928 : L'Horloge magique
- 1928 : La Petite Parade
- 2003 : Les Contes de l'horloge magique (compilation)